# Johan Zoutman

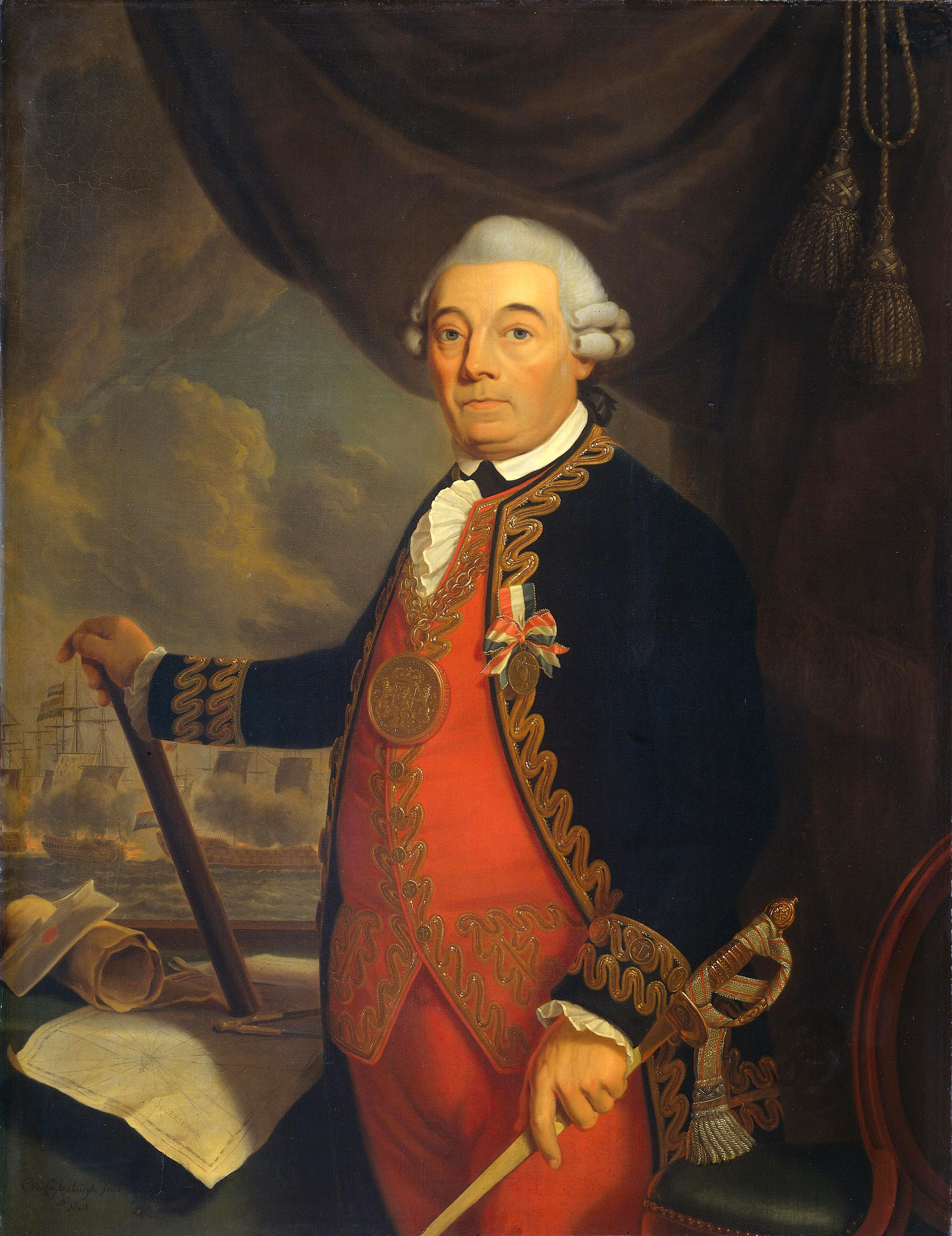
Portret van Johan Zoutman geschilderd door Cornelis van Cuylenburg in 1801.

Johan Arnold Zoutman (Reeuwijk, 10 mei 1724 – Den Haag, 7 mei 1793) was schout-bij-nacht van Holland en West-Friesland en bevelhebber van de Nederlandse vloot tijdens de Vierde Engels-Nederlandse Oorlog.
Hij trad op twaalfjarige leeftijd in dienst bij de Admiraliteit van Amsterdam. In 1742 was hij luitenant-ter-zee. Op 8 maart 1750 werd hij benoemd tot extra-ordinaris kapitein, op 19 mei 1760 tot ordinaris kapitein. Op 22 juni 1779 werd hij titulair schout-bij-nacht.
Na het uitbreken van de Vierde Engels-Nederlandse Oorlog werd hij in 1781 belast met het begeleiden van een konvooi naar de Oostzee. Op 5 augustus stuitte hij op een Brits eskader onder vice-admiraal Hyde Parker. De daarop volgende Slag bij de Doggersbank eindigde feitelijk onbeslist. Voor zijn verdiensten tijdens deze slag werd hij door de Staten-Generaal beloond met een zware gouden medaille aan een gouden keten en een gouden Doggersbank-medaille met een waarde van 1300 gulden. Van de stadhouder ontving hij een gouden degen. Op zijn portret – geschilderd door Cornelis van Cuylenburg – draagt hij zijn onderscheidingen. Op 18 augustus 1781 werd hij bevorderd tot viceadmiraal. In 1782 werd hij kolonel der mariniers.
Na afloop van de Vierde Engels-Nederlandse Oorlog zette hij zich in voor verbetering van de zeemacht, maar de meeste van zijn voorstellen zijn nooit uitgevoerd. Kort voor zijn dood in 1793 werd hij op 1 januari bevorderd tot luitenant-admiraal en inspecteur en commandant der zee-artilleristen.
Zoutman was getrouwd met Adriana Johanna van Heusden, dochter van de rentmeester van de prins van Oranje over het kwartier van Geertruidenberg. Vandaar dat hij na zijn overlijden werd bijgezet in het familiegraf in de Groote Kerk van Geertruidenberg.

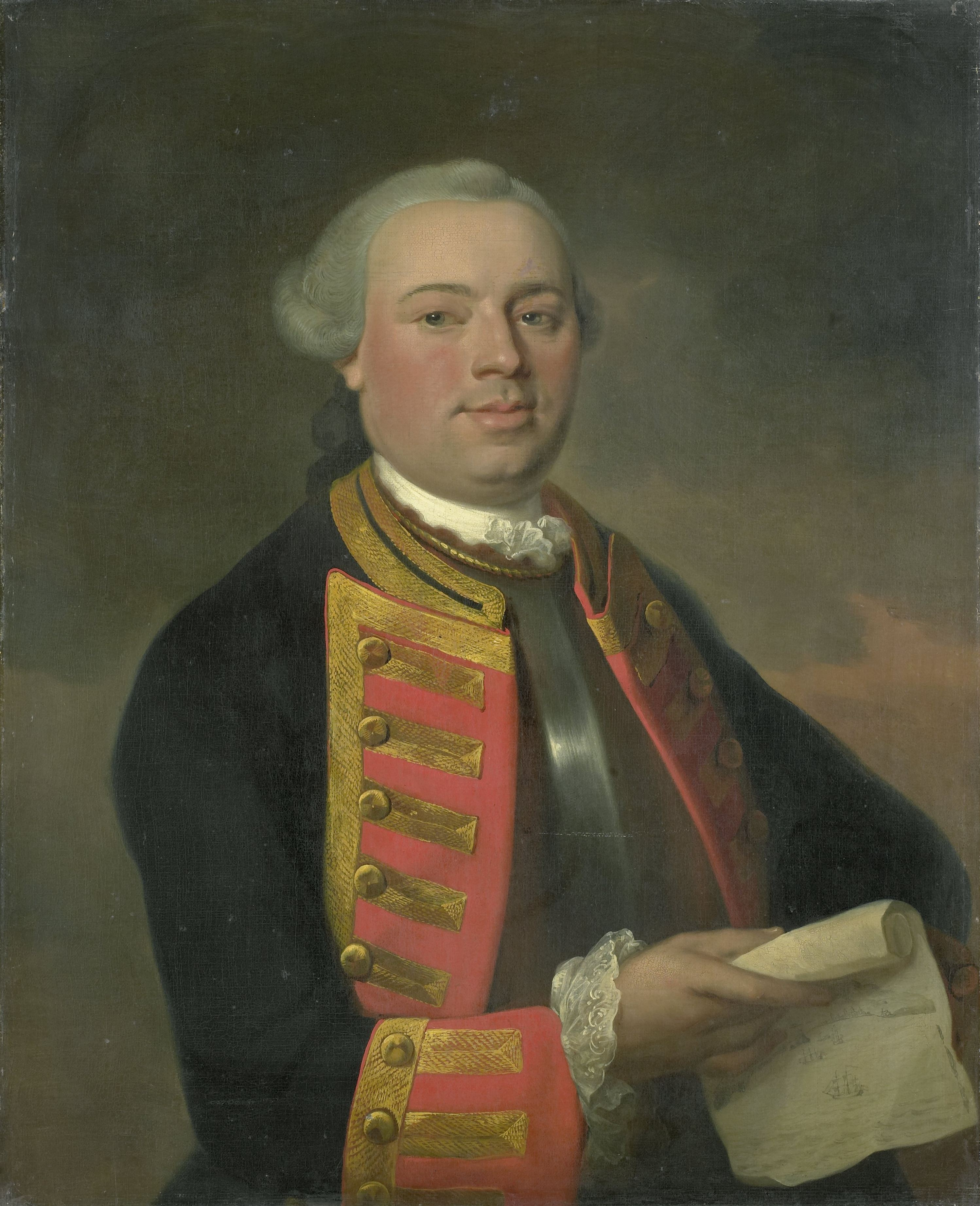
Johan Arnold Zoutman door August Christian Hauck in 1770
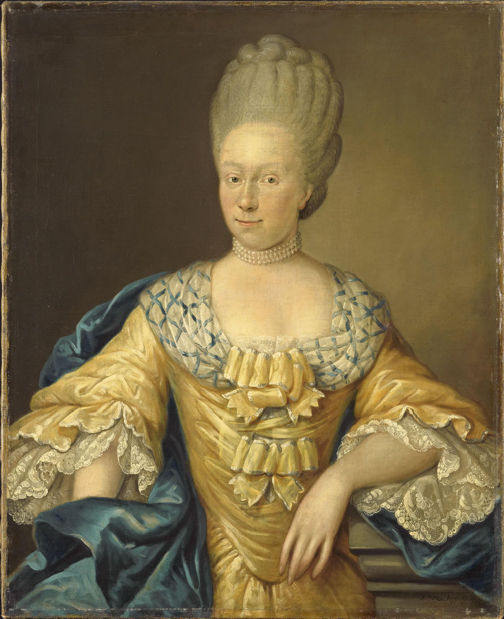
Adriana Johanna van Heusden door August Christian Hauck in 1770

## Trivia
- In Aruba, aan de Paardenbaai, is er een fort naar Johan Zoutman genoemd, Fort Zoutman.
- In Den Haag zijn de Zoutmanpanden aan de Prinsegracht naar Johan Zoutman vernoemd. Hij heeft er tot zijn overlijden in 1793 gewoond.